# La Sexta Angustia
La Sexta Angustia, también conocida como La Piedad, es un conjunto escultórico realizado en 1616 por el artista Gregorio Fernández, expoliada por el Museo Nacional de Escultura de Valladolid desde mediados del siglo XIX. Esta obra constituye una de las piedades más conocidas de Fernández, quien dedicó cinco de sus trabajos a este tema.

## Historia
El conjunto formaba parte de un paso procesional que el escultor entregó el 22 de marzo de 1617 a la Ilustre Cofradía Penitencial de Nuestra Señora de las Angustias de Valladolid. Este conjunto estaba originalmente formado por la imagen de la Virgen junto a Cristo muerto; los dos ladrones (Dimas, el Buen Ladrón, y Gestas, el Mal Ladrón); y otras dos figuras: San Juan y María Magdalena, las cuales se conservan en la cofradía y, por tanto, ya no se exhiben junto al resto del conjunto. Pese a la inexistencia de documentos relativos al encargo, sí se conserva en los libros de cuentas de la cofradía, los cuales fueron publicados por el historiador Esteban García Chico en 1941, una carta de pago en la cual figuran 28 reales destinados a los hombres que efectuaron el traslado, en 1617, del conjunto escultórico desde el hogar de Fernández hasta la iglesia al que estaba destinado, además de un pago en concepto del oro adquirido para peletear los cabellos de Cristo, San Juan y la Magdalena, y el gasto asumido por los nervios para poder encolar las uniones de la madera. En dicha carta se menciona también el pago de 60 reales a Marcelo Martínez en concepto de policromía así como la cantidad destinada a Hervás García por la fabricación de los ojos de cristal de las imágenes.
En el libro nuevo de cabildos de la cofradía iniciado en 1618 se documentan, entre otras, las procesiones relativas a los años 1620, 1623 y 1625, en las cuales aparece La Piedad, a la que se menciona como el paso del Descendimiento. Antonio Ponz tuvo ocasión de contemplar el conjunto en la entonces Capilla de la Piedad, emplazada junto a la cabecera de la iglesia, en el evangelio, si bien las figuras de María Magdalena y San Juan ya se hallaban ubicadas en dos hornacinas laterales en la Capilla de la Virgen de las Angustias, inaugurada en 1710.
El conjunto salió en procesión hasta 1924, cuando se decidió no volver a sacarlo debido al deterioro que presentaba. Tras ser la obra restaurada en 1991, las figuras de San Juan y María Magdalena volvieron a procesionar, no saliendo el resto de imágenes por orden del Arzobispado dado que la Cofradía de la Piedad ya poseía una talla la cual representaba dicha escena. No obstante, desde 2007 las figuras de los dos ladrones salen en procesión junto con la cruz desnuda de Cristo. 
De acuerdo con la hipótesis planteada en 1986 por el conservador de museos Luis Luna Moreno, originalmente la imagen de la Virgen y Cristo estaría colocada en el paso procesional entre las figuras de los dos ladrones, las cuales estarían colocadas a la misma altura, hallándose las tallas de San Juan y María Magdalena a derecha e izquierda respectivamente, con San Juan mirando la cruz donde Cristo acababa de ser crucificado y la Magdalena contemplando a la Virgen aferrando el cuerpo de su hijo.

## Descripción
La primera descripción de la obra fue aportada por el historiador Manuel Canesi Acevedo, quien al hacer mención a la procesión de las Angustias del Jueves Santo del año 1750 se refiere a este conjunto como un Cristo en el regazo de María tras descender de la cruz con los dos ladrones en sus cruces.
La Virgen aparece dirigiendo la mirada al cielo, mostrando una ligera expresión de desaprobación o reproche acentuada por la mano derecha la cual se alza inquisitiva. Por su parte, la imagen de Cristo, en vez de estar sostenida por su madre, creando la tradicional estructura piramidal impuesta por la Piedad de Miguel Ángel, aparece resbalando por el regazo de su madre a pesar de que esta lo agarra firmemente con la mano izquierda, lo que provoca la ruptura de la estructura piramidal típica de estas representaciones y deja que la mitad inferior del cuerpo de Cristo descanse en el peñasco sobre el que se erige el conjunto. Las principales características de la técnica de Fernández se hallan presentes en la obra, como la existencia de profundas angulosidades en las telas de los ropajes y un marcado naturalismo presente en los cuerpos, sobre todo en el de Cristo, en el que se perfilan los huesos y los músculos. En lo relativo a la figura de María, los pliegues de sus ropajes poseen un profundo modelado el cual crea un destacado efecto de clarooscuro. Estos pliegues, rígidos y ligeramente acartonados, muestran una clara influencia flamenca. Según el historiador de arte Ricardo de Orueta:

No cabe duda de que ha querido dar más flexibilidad y más finura a la toca de la Virgen y al sudario de Cristo que al manto y a la túnica..., sin que haya más diferencia que una mayor delgadez en los pliegues de los primeros y una mayor abundancia de quebraduras. La única tela que sabe [hacer], y no bien del todo, es la de lana, y muy gruesa... y cuando trata de hacerla más fina... le resulta papel u hojalata.

Junto a la figura de la Virgen y Cristo se hallan las imágenes de los dos ladrones. Estas esculturas, tradicionalmente atribuidas a Pompeo Leoni, fueron asignadas a Fernández en 1804 por el historiador Isidoro Bosarte. Con el fin de dotar de claridad a la narrativa mostrada por el conjunto, el escultor impuso diferentes posturas y manifestaciones corporales a cada uno: de este modo, el Buen Ladrón, con el pelo corto y ordenado, tiene la cabeza y el cuerpo, cubierto en parte por un paño de pureza blanco con franjas rojas, ligeramente inclinados en dirección a la figura yacente de Cristo, mientras que el Mal Ladrón, con el cuerpo en una marcada tensión, el cabello alborotado, el ceño fruncido, la boca abierta y la lengua fuera, aparta el rostro de la escena, mostrando dos cortes en la pierna izquierda. En lo que respecta a las figuras de San Juan y María Magdalena, atribuidas a Fernández por el arquitecto Juan Agapito y Revilla, la primera, con túnica roja y manto verde oscuro, sujeta en la mano derecha la corona de espinas mientras la segunda, con túnica marrón sujeta con cinta, manto verde y banda cruzando el pecho, porta en la mano derecha un cáliz y en la izquierda un pañuelo con el que se seca las lágrimas.
Respecto a los materiales, las imágenes están realizadas en madera policromada, quedando los defectos de las tallas cubiertos por el embolado, consistente en una mezcla de yeso y tela. Por su parte, los ojos de las figuras son de cristal, las uñas de asta y los dientes de hueso, todo ello con el fin de aportar el mayor grado de naturalidad posible.
En lo relativo a la policromía, esta fue encargada a Marcelo Martínez y la misma data de 1617. La figura de la Virgen porta una túnica roja, un manto azul y un paño blanco cubriéndole la cabeza, mientras que en la imagen de Cristo predominan tonos de color mate en los que destaca el color rojo de la sangre que emana de sus heridas, presente, además de en la frente, en manos, pies, rodillas y piernas.